# Fritz ter Meer
Friedrich (Fritz) Hermann ter Meer (né le 4 juillet 1884 à Uerdingen, mort le 21 octobre 1967 à Leverkusen) est un criminel de guerre nazi, chimiste et entrepreneur allemand.

## Biographie
Il est le fils d'Edmund ter Meer, fondateur de Dr. E. ter Meer & Cie (de). Il sera aussi le beau-père de Walther Leisler Kiep et le grand-oncle de Bernhard Sinkel.
Entre 1903 et 1908, il étudie entre l'Allemagne et la France la chimie et brièvement la jurisprudence. Il obtient en 1909 un doctorat à Berlin. Il poursuit des recherches approfondies sur les teintures chimiques à Krefeld, en France et en Angleterre. Par la suite, il occupe des postes de direction dans l'entreprise familiale et entre en 1919 au conseil d'administration. De 1925 à 1945, il est aussi membre du conseil d'IG Farben. En 1932, il devient membre du comité de travail et du comité technique de ce qui deviendra ministère de l'économie de guerre, ainsi que du Wehrwirtschaftsführer. Durant son ouverture en 1937, il s'inscrit au NSDAP au mois de mai. 
Le 7 septembre 1939, ter Meer et Heinrich Hörlein conviennent avec le Heereswaffenamt de la fabrication du tabun, un gaz neurotoxique. Pour la construction de l'usine à Brzeg Dolny, cent prisonniers de guerre sont employés. En septembre 1943, il est envoyé en Italie par le ministère du Reich pour l'armement et la production de guerre. 
Au cours de la Seconde Guerre mondiale, il est responsable de la construction de l'usine d'IG Farben à Oświęcim, où se feront des expériences horribles sur des travailleurs forcés, faisant 25 000 morts.
Après son arrestation en avril 1945, il comparait au procès IG Farben et est condamné le 30 juillet 1948 à sept ans de prison pour crimes de guerre, reconnu coupable de pillage et d'esclavage au sous-camp de Monowitz-Buna. Lorsqu'on l'interroge durant ce procès sur les expériences sur les hommes à Auschwitz, il répond que c'était insignifiant : "Les prisonniers n'ont pas reçu de douleur, sinon ils auraient été tués.".
Il est libéré au cours de l'été 1950 de la prison de Landsberg pour "bonne conduite" et après la levée de clauses restrictives aux condamnés pour crimes de guerre en 1956, devient président du conseil de surveillance de Bayer. Les années suivantes, il entre dans l'administration d'autres entreprises comme Theodor Goldschmidt (de) AG, Duewag, VIAG (de)... Il fonde des œuvres sociales à partir de fonds privés, comme la fondation Bayer qui délivre des bourses à des étudiants en chimie.